# Heteroscorpion opisthacanthoides
Espèce
Synonymes
- Hadogenes opisthacanthoides Kraepelin, 1896
- Heteroscorpion madagascarense Birula, 1903

Heteroscorpion opisthacanthoides est une espèce de scorpions de la famille des Heteroscorpionidae.

## Distribution
Cette espèce est endémique de la région Diana à Madagascar. Elle se rencontre vers Ambilobe, à Nosy Be et à Nosy Komba.

## Description
Le mâle mesure jusqu'à 140 mm et la femelle jusqu'à 110 mm.

## Systématique et taxinomie
Cette espèce a été décrite sous le protonyme Hadogenes opisthacanthoides par Kraepelin en 1896. Elle est placée dans le genre Heteroscorpion par Fage en 1929 qui dans le même temps place Heteroscorpion madagascarense en synonymie.

## Publication originale
- Kraepelin, 1896 : Neue und weniger bekannte Skorpione. Mittheilungen aus dem Naturhistorischen Museum, Beiheft zum Jahrb. Beiheft zum Jahrbuch der Hamburgischen wissenschaftlichen Anstalten, vol. 13, no 8, p. 119-146 (texte intégral).